# Dynnastenen
Dynnastenen (signum N 68) är en runsten tillika bildsten från Grans kommun i Hadeland, Oppland, Norge, numera i Kulturhistorisk museum vid Oslo universitet. 
Stenen är ett av de viktigaste norska minnesmärkena från tidig kristen tid, omkring 1050. Dess rika ornamentering med de tre vise männen ridande under Betlehemsstjärnan utgör ett utmärkt exempel på Ringerikestilen från sen vikingatid.

## Inskrift
Dynnastenens runinskrift, delvis med stavrimmad vers, är av stort kulturhistoriskt intresse. Inskriften lyder i translitterering:
× kunuur × kirþi × bru × þririks tutir × iftir osriþi × tutur × sina × su uas mar hanarst × o haþalanti
Normaliserad till fornnordiska:
Gunnvôr gerði brú, Þrýðríks dóttir, eptir Ástríði, dóttur sína. Sú var mær hônnurst á Haðalandi.
Översatt till svenska:
"Gunnvor, Tryriks dotter, gjorde bro efter Astrid, sin dotter. Hon var den händigaste mön på Hadeland."